# Władimir Sorokin
Władimir Georgijewicz Sorokin (ros. Владимир Георгиевич Сорокин; ur. 7 sierpnia 1955 w Bykowie, Rosyjska Federacyjna SRR) – rosyjski pisarz, czołowy przedstawiciel rosyjskiego konceptualizmu.

## Życiorys
Urodził się 7 sierpnia 1955 roku w miasteczku Bykowo niedaleko Moskwy. Debiutował w wieku 17 lat w czasopiśmie Za kadry nieftianikow. Obecnie jest uznawany za jednego z trzech czołowych rosyjskich postmodernistów (obok Wiktora Pielewina i Wiktora Jerofiejewa). Jest autorem opowiadań, scenariuszy filmowych, dramatów i powieści, m.in. Norma, Tridcataja lubow’ Mariny, Sierdca czetyrioch, Gołuboje sało (Błękitna słonina), Lod (Lód) i Oczeried’  (Kolejka). Jego literatura przez wielu uznawana jest za dość kontrowersyjną – proputinowska organizacja „Idący razem” wrzucała Gołuboje sało do makiety sedesu, dopatrując się w utworze treści pornograficznych (chodziło o scenę intymnego zbliżenia Józefa Stalina i Nikity Chruszczowa), zaś na Sorokina po publikacji Lodu spadł grad oskarżeń o faszyzm (w powieści uprzywilejowaną pozycję mieli niebieskoocy blondyni).
Mimo kontrowersji utwory Sorokina z powodzeniem zostały przetłumaczone m.in. na angielski, niemiecki, francuski, holenderski, fiński, szwedzki, włoski, polski, japoński i koreański.
W marcu 2022 należał do sygnatariuszy apelu czołowych pisarzy piszących po rosyjsku do wszystkich mówiących po rosyjsku ludzi, aby szerzyli prawdę o wojnie wewnątrz Rosji.

## Wybrana twórczość

### Powieści
- 1979-1983 – Norma (Норма)
- 1983 – Kolejka (Очередь; przeł. Ewa Lewandowska, wyd. pol. 1988)
- 1982-1984 – Tridcataja lubow’ Mariny (Тридцатая любовь Марины)
- 1985-1989 – Roman (Роман)
- 1991 – Sierdca czetyrioch (Сердца четырёх)
- 1999 – Gołuboje sało (Голубое сало)
- 2002 – Lód (Лёд; przeł. Agnieszka Lubomira Piotrowska, wyd. pol. 2004)
- 2004 – Bro (Путь Бро; przeł. Agnieszka Lubomira Piotrowska, wyd. pol. 2006)
- 2005 – 23 000 (23000; przeł. Agnieszka Lubomira Piotrowska, wyd. pol. 2007)
- 2006 – Dzień oprycznika (День опричника; przeł. Agnieszka Lubomira Piotrowska, wyd. pol. 2008)
- 2013 – Tiełłurija (Теллурия)
- 2017 – Manaraga (Манарага; przeł. Agnieszka Lubomira Piotrowska, wyd. pol. 2018)
- 2021 – Doktor Garin (Доктор Гарин)

### Dramaty
- 1985 – Ziemlanka (Землянка)
- 1988 – Russkaja babuszka (Русская бабушка)
- 1989 – Dowierije (Доверие)
- 1990 – Dismorfomanija (Дисморфомания)
- 1994-1995 – Hochzeitreise (Hochzeitreise)
- 1995-1996 – Szczy (Щи)
- 1984-1997 – Pielmieni (Пельмени)
- 1997 – Dostoevsky-Trip (Dostoevsky-Trip)
- 1998 – S Nowym Godom (С Новым Годом)
- 2006 – Kapitał (Капитал)
- 2009 – Zanos (Занос)

### Nowele i opowiadania
- 1969 – Tietieriew (Тетерев)
- 1969 – Jabłoki (Яблоки)
- 1980 – Okrużenije (Окружение)
- 1979-1984 – Pierwyj subbotnik (Первый субботник) – zbiór opowiadań z wczesnego okresu twórczości Sorokina
- 1994 – Miesjac w Dachau (Месяц в Дахау)
- 2000 – Pir (Пир) – zbiór opowiadań
- 2001 – Sniegowik (Снеговик)
- 2002 – Chirosima (Хиросима)
- 2005 – Kuchnia (Кухня)
- 2005 – Sierdiecznaja pros’ba (Сердечная просьба)
- 2005 – Miszen' (Мишень)
- 2005 – Czornaja łoszad’ s biełym głazom (Чёрная лошадь с белым глазом)
- 2005 – Wołny (Волны)
- 2008 – Cukrowy Kreml (Сахарный Кремль; przeł. Agnieszka Lubomira Piotrowska, wyd. pol. 2011) – zbiór opowiadań osadzonych w świecie powieści Dzień oprycznika
- 2010 – Zamieć (Метель; przeł. Agnieszka Lubomira Piotrowska, wyd. pol. 2013)
- 2012 – Otpusk (Отпуск)
- 2018 – Bieły kwadrat (Белый квадрат) – zbiór opowiadań